# 石槽乡
石槽乡是中国陕西省渭南市大荔县下辖的一个乡。

## 行政区划
石槽乡下辖以下行政区：
石槽村、东里村、西里村、龙泉村、张家庄村、九龙村、新党村、三教村、孙家村、成王村、眭家村、伍家湾村、马一村、马二村、苏胡村、南王马村、北王马村